# Деррен Бандок
Деррен Бандок  (англ. Darren Bundock, 21 січня 1971) — австралійський яхтсмен, олімпійський медаліст, багаторазовий призер та чемпіон світу серед суден класу «Торнадо».

## Виступи на Олімпіадах
| Олімпіада   | Дисципліна | Місце |
| ----------- | ---------- | ----- |
| Сідней 2000 | Торнадо    | 2     |
| Афіни 2004  | Торнадо    | 6     |
| Пекін 2008  | Торнадо    | 2     |